# ジェイエスホールド
ジェイエスホールドは、2007年に初のKRA三冠を達成した大韓民国の競走馬である。主戦騎手はムン・チョンギュン（문정균）。

## 略歴
2004年4月11日にチョンソン（정성）牧場で生まれる。2006年6月27日に5000万ウォンで落札。2006年の10月22日にソウル競馬場でデビュー。初戦は4着に負けたが、それから9連勝した。2007年にはトゥクソム杯、コリアンダービー、農林部長官杯を全て制し、この年韓国競馬で初めて試みられたクラシック三冠を初年度にして達成した。コリアンダービーは2着ナチュラルナイン（내츄럴나인）以下に11馬身もの差をつけ圧勝しており、韓国の内国産馬勢の中では完全に力が抜けていた。2007年最優秀国産馬を受賞（年度代表馬はベリーブラエ（밸리브리））。
その後、農林部長官杯出走の無理がたたり屈腱炎を発症、長期休養に入る。2008年春頃には一時馬場入りするほど回復を見せたものの、9月26日に引退が発表された。10月11日に引退式を行った。
なお、引退後の処遇については、当初KRAに譲渡する予定であったが辞退されたため、500万ウォンで売却され済州テミョン（제주태명）牧場で種牡馬入りするという。

## 年度別競走成績
- 2007年
  - トゥクソム杯（뚝섬배、KRA-GIII）
  - コリアンダービー（코리안더비、KRA-GI）
  - 農林部長官杯（농림부장관배、KRA-GII）

## 表彰
- 2007年最優秀国産馬

## 血統表
| ジェイエスホールドの血統       | ジェイエスホールドの血統       | ジェイエスホールドの血統 | （血統表の出典）     | （血統表の出典） |
| 父系                           | ヘイルトゥリーズン系           | ヘイルトゥリーズン系     | ヘイルトゥリーズン系 |                  |
| 父 Ft.Stockton 1992 鹿毛       | 父の父Cure the Blues 1978 鹿毛 | Stop the Music           | Hail to Reason       | Hail to Reason   |
| 父 Ft.Stockton 1992 鹿毛       | 父の父Cure the Blues 1978 鹿毛 | Stop the Music           | Bebopper             |                  |
| 父 Ft.Stockton 1992 鹿毛       | 父の父Cure the Blues 1978 鹿毛 | Quick Cure               | Dr.Fager             | Dr.Fager         |
| 父 Ft.Stockton 1992 鹿毛       | 父の父Cure the Blues 1978 鹿毛 | Quick Cure               | Speedwell            |                  |
| 父 Ft.Stockton 1992 鹿毛       | 父の母Tai the Devil 1982       | Tai                      | Buckpasser           | Buckpasser       |
| 父 Ft.Stockton 1992 鹿毛       | 父の母Tai the Devil 1982       | Tai                      | Natalma              |                  |
| 父 Ft.Stockton 1992 鹿毛       | 父の母Tai the Devil 1982       | Bedevilment              | Crimson Satan        | Crimson Satan    |
| 父 Ft.Stockton 1992 鹿毛       | 父の母Tai the Devil 1982       | Bedevilment              | Mirabio              |                  |
| 母 Hwan-Sang-Jil-Joo 1988 栗毛 | 母の父Passetreul 1968 鹿毛     | Ruantallan               | Ribot                | Ribot            |
| 母 Hwan-Sang-Jil-Joo 1988 栗毛 | 母の父Passetreul 1968 鹿毛     | Ruantallan               | Tarbert Bay          |                  |
| 母 Hwan-Sang-Jil-Joo 1988 栗毛 | 母の父Passetreul 1968 鹿毛     | Lekas                    | Wilkes               | Wilkes           |
| 母 Hwan-Sang-Jil-Joo 1988 栗毛 | 母の父Passetreul 1968 鹿毛     | Lekas                    | Janeo                |                  |
| 母 Hwan-Sang-Jil-Joo 1988 栗毛 | 母の母Lady Bree 1983 栗毛      | Royal Interlude          | Royal Rocket         | Royal Rocket     |
| 母 Hwan-Sang-Jil-Joo 1988 栗毛 | 母の母Lady Bree 1983 栗毛      | Royal Interlude          | Inadale              |                  |
| 母 Hwan-Sang-Jil-Joo 1988 栗毛 | 母の母Lady Bree 1983 栗毛      | Cama Bree                | Faremont             | Faremont         |
| 母 Hwan-Sang-Jil-Joo 1988 栗毛 | 母の母Lady Bree 1983 栗毛      | Cama Bree                | Cama Mara F-No.      |                  |
| 母系(F-No.)                    | (FN:2-e)                       | (FN:2-e)                 | (FN:2-e)             | [ § 2 ]          |
| 5代内の近親交配                | Tom Fool5×5=6.25%）            | Tom Fool5×5=6.25%）      | Tom Fool5×5=6.25%）  |                  |
| 出典                           | 1. 2.                          | 1. 2.                    | 1. 2.                | 1. 2.            |